# Inna Suprun
Pour les articles homonymes, voir Suprun.
Inna Oleksandrivna Suprun (en ukrainien : Інна Олександрівна Супрун) est une biathlète ukrainienne, née le 10 avril 1983 à Konotop.

## Biographie
Elle est active au niveau international à partir de 2004 chez les juniors, puis dans l'élite lors de la saison 2004-2005, prenant part à la Coupe du monde dès cette saison.
Aux Championnats d'Europe 2009, elle est médaillée d'or avec le relais ukrainien.
Lors de la saison 2010-2011, elle marque ses premiers points en Coupe du monde, terminant notamment neuvième du sprint de Fort Kent. Elle est 37e du classement général final.
Elle prend part ce même hiver aux Mondiaux de Khanty-Mansiïsk où elle est 20e sur le sprint, 22e sur la poursuite et 27e de la mass-start.
En 2014, elle effectue sa dernière saison active, en profitant pour monter sur l'unique podium individuel de sa carrière internationale au sprint d'Idre en IBU Cup.

## Palmarès

### Championnats du monde
| Épreuve / Édition             | Individuel | Sprint | Poursuite | Départ en masse | Relais | Relais mixte |
| Mondiaux 2011 Khanty-Mansiïsk | -          | 20e    | 22e       | 27e             | -      | -            |

### Coupe du monde
- Meilleur classement général : 37e en 2011.
- Meilleur résultat individuel : 9e.

#### Différents classements en Coupe du monde
| Année     | Classement général final | Sprint | Poursuite | Individuel | Mass start |
| 2010-2011 | 37e                      | 42e    | 29e       | 59e        | 37e        |
| 2013-2014 | 101e                     | 90e    | -         | -          | -          |

### Championnats d'Europe
- Médaille d'or du relais en 2009.

### IBU Cup
- 1 podium.